# Ängelholm–Klippans Järnväg
Ängelholm–Klippans järnväg (EKJ) var en normalspårig järnväg mellan Ängelholm och Klippan. 

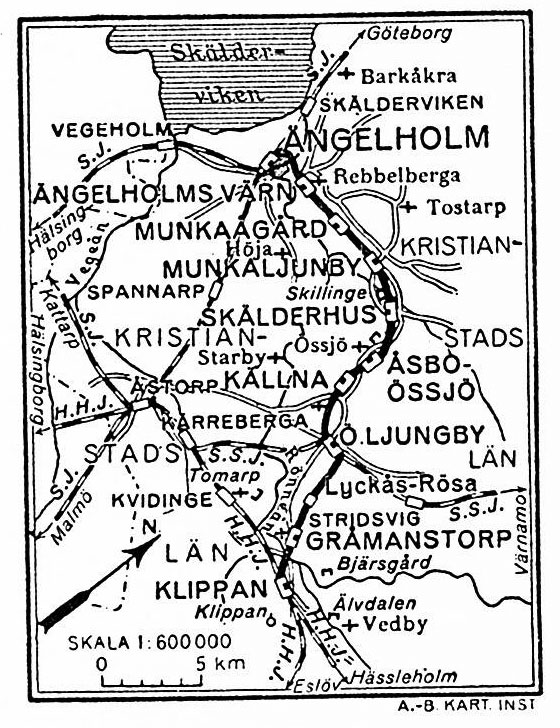
EKJ. Karta 1926.

Sträckan Ängelholm–Östra Ljungby invigdes den 1 december 1904, och hela sträckningen till Klippan blev färdig år 1907. Stationer var Ängelholms central (nuvarande Ängelholms station), Ängelholms Värn, Munka Ågård, Munka Ljungby, Skälderhus, Åsbo-Össjö, och fler närmare Klippan.
När trafiken var störst, i början av järnvägens levnad, gick dagligen 12 persontåg och 2 godståg. År 1915 infördes trafik med dieselmotorvagnar. Godstrafiken bestod bland annat av sockerbetor till sockerbruket i Ängelholm. Från 1943 gick rälsbussar tre gånger dagligen tur och retur mellan Ängelholm och Klippan. Trafiken lades ner den 9 juni 1953 på grund av vikande trafikunderlag. Produktionen vid sockerbruket i Ängelholm lades ned efter betkampanjen samma år. På gamla banvallen går idag Klippanvägen, riksväg 13. 
Järnvägen drevs ursprungligen av bolaget Engelholm–Klippans Jernväg, EKJ. Detta bolag hamnade snart i ekonomiska svårigheter och rekonstruerades 1908 som Ängelholm–Klippans nya järnvägsaktiebolag. Efter ytterligare problem med lönsamheten köptes verksamheten av Ängelholms stad på exekutiv auktion år 1927, och driften sköttes sedan av Helsingborg–Hässleholms Järnväg. 
I dagligt tal kallades banan "Pyttebanan", ett namn som kommer från en episod där snickaren och poeten Johan Wilhelm Halls hönor, "pyttor" på skånska, smitit ut på banan och orsakat en rättstvist mellan Hall och EKJ. Hall diktade sedan en sång om pyttorna på banan.